# Sophie Ferguson
Sophie Ferguson (Sydney, 1986. március 19. –) ausztrál teniszezőnő. 2002-ben kezdte profi pályafutását, eddig két egyéni és egy páros ITF-tornát nyert meg. Legjobb egyéni világranglista-helyezése százötvenkilencedik volt, ezt 2007 októberében érte el.

## Eredményei Grand Slam-tornákon

### Egyéniben
| Torna           | 2008   | 2007   | 2006   | 2005   | 2004   |
| --------------- | ------ | ------ | ------ | ------ | ------ |
| Australian Open | 1. kör | 1. kör | 1. kör | 2. kör | 1. kör |
| Roland Garros   | -      | -      | -      | 1. kör | -      |
| Wimbledon       | -      | -      | -      | -      | -      |
| US Open         | -      | -      | -      | -      | -      |

## Év végi világranglista-helyezései
| Év       | 2003 | 2004 | 2005 | 2006 | 2007 | 2008 |
| Helyezés | 675. | 268. | 264. | 212. | 159. | 308. |

## Külső hivatkozások
- Sophie Ferguson profilja a WTA oldalán (angolul)
- Sophie Ferguson profilja az ITF oldalán (angolul)
- Sophie Ferguson profilja a Billie Jean King-kupa oldalán (angolul)